# علی‌شیر اوزاقف
علی‌شیر اوزاقُف (ازبکی: Alisher Uzoqov, Алишер Узоқов؛ زادهٔ ۲۵ اوت ۱۹۸۴) بازیگر، کارگردان، خواننده، و فوتبالیست اهل کشور ازبکستان است. اوزاقف پس از بازی در درام ازبکستانی Janob hech kim (جناب هیچ‌کس) در سال ۲۰۰۹ در ازبکستان شهرت یافت و مورد تحسین قرار گرفت. از آن زمان او در بسیاری از فیلم‌های کمدی ازبکستان بازی کرد. اوزاقف چند آهنگ ضبط کرده‌است و کارگردانی را هم تجربه کرده‌است. او سه فیلم را کارگردانی کرده‌است. (برادرم لیسانس است!) (۲۰۱۱)، Endi dadam boʻydoq? (اکنون پدرم لیسانس است؟) (۲۰۱۲)، و Kuzda gullagan daraxt (درختی که در پاییز شکوفا شد) (۲۰۱۵). در سال ۲۰۱۳، این بازیگر برنامه‌های خود را برای ترک بازیگری اعلام کرد اما از آن زمان در چندین فیلم ظاهر شد. اوزاقف از سال ۲۰۱۲ برای باشگاه فوتبال استقلال بازی می‌کند که در لیگ اول ازبکستان شرکت می‌کند. او در سال ۱۳۹۵ شمسی نایب رئیس فدراسیون فوتبال استان اندیجان شد.